# Liste des chapitres de Deadman Wonderland
Cet article est un complément de l'article sur le manga Deadman Wonderland. Il contient la liste des volumes du manga parus en presse du tome 1 à aujourd'hui, avec les chapitres qu’ils contiennent.
Les titres des chapitres et des tomes non parus en français sont là à titre indicatif et pourront changer lors de la publication francophone.

## Volumes reliés

### Tomes 1 à 10
| no | Japonais          | Japonais          | Français         | Français          |
| no | Date de sortie    | ISBN              | Date de sortie   | ISBN              |
| --- | ----------------- | ----------------- | ---------------- | ----------------- |
| 1 | 26 septembre 2007 | 978-4-04-713974-9 | 1er octobre 2010 | 978-2-5050-0724-1 |
| Couverture : Ganta Igarashi, ShiroListe des chapitres : - Épisode 1 : Qui a tué Cock Robin ? - Épisode 2 : La règle des règles - Épisode 3 : La course de la mort - Épisode 4 : Le tueur esclave                                                   |                   |                   |                  |                   |
| 2 | 26 décembre 2007  | 978-4-04-715014-0 | 1er octobre 2010 | 978-2-5050-0840-8 |
| Couverture : ShiroListe des chapitres : - Épisode 5 : Necro Macro - Épisode 6 : Les serres du corbeau - Épisode 7 : Carnival Corpse - Épisode 8 : Majesté sanguinaire                                                                              |                   |                   |                  |                   |
| 3 | 26 mai 2008       | 978-4-04-715065-2 | 3 décembre 2010  | 978-2-5050-0839-2 |
| Couverture : Yô, Minatsuki TakamiListe des chapitres : - Épisode 9 : La fleur du mensonge - Épisode 10 : Big Bad Bingo - Épisode 11 : Passé et fin inéluctable - Épisode 12 : Scar Chain                                                           |                   |                   |                  |                   |
| 4 | 25 octobre 2008   | 978-4-04-715126-0 | 4 février 2011   | 978-2-5050-1058-6 |
| Couverture : Azuma Genkaku, Hibana DaidaListe des chapitres : - Épisode 13 : Les nuages après le beau temps - Épisode 14 : Rappelle-lui - Épisode 15 : L'homme est un loup pour l'homme - Épisode 16 : Les cookies salés                           |                   |                   |                  |                   |
| 5 | 25 avril 2009     | 978-4-04-715207-6 | 1er avril 2011   | 978-2-5050-1087-6 |
| Couverture : Nagi Kengamine, Karako KoshioListe des chapitres : - Épisode 17 : Une réponse de perdant - Épisode 18 : Chain Gang - Épisode 19 : Le jour où il plut du sang - Épisode 20 : Le soulagement du nirvana - Épisode 21 : Ghost in the sun |                   |                   |                  |                   |
| 6 | 26 août 2009      | 978-4-04-715279-3 | 3 juin 2011      | 978-2-5050-1108-8 |
| Couverture : Azami MidôListe des chapitres : - Épisode 22 : À chaque jour sa saveur - Épisode 23 : Le visage du mensonge - Épisode 24 : Un paisible chant de colère - Épisode 25 : Erreur en vue - Épisode 26 : Un ciel bleu apaisant              |                   |                   |                  |                   |
| 7 | 26 janvier 2010   | 978-4-04-715365-3 | 26 août 2011     | 978-2-5050-1207-8 |
| Couverture : MakinaListe des chapitres : - Épisode 27 : All right all night - Épisode 28 : Masque ou esprit - Épisode 29 : Ne jamais plus dire "jamais" - Épisodes 30 et 31 : Prodigieuse stupidité                                                |                   |                   |                  |                   |
| 8 | 26 août 2010      | 978-4-04-715506-0 | 4 novembre 2011  | 978-2-5050-1259-7 |
| Couverture : Senji KiyomasaListe des chapitres : - Épisode 32 : Dog-Eat-Dog - Épisode 33 : Beaming Beauty-Badass - Épisode 34 : Bare Fire - Épisode 35 : Dice With Death - Épisode 36 : Bye-Bye Baby                                               |                   |                   |                  |                   |
| 9 | 26 mars 2011      | 978-4-04-715652-4 | 20 avril 2012    | 978-2-5050-1445-4 |
| Couverture : Toto SakigamiListe des chapitres : - Épisode 37 : Le poing de la bête - Épisode 38 : Jeu final - Une flamme - Épisode 39 : Désespoir despotique - Épisode 40 : Le commencement de la fin                                              |                   |                   |                  |                   |
| 10 | 26 mai 2011       | 978-4-04-715699-9 | 24 août 2012     | 978-2-5050-1520-8 |
| Couverture : Wretched EggListe des chapitres : - Épisode 41 : Liberté ou martyre - Épisode 42 : Tue ma volonté - Épisode 43 : Le centre de la tempête - Épisode 44 : Confronté au destin                                                           |                   |                   |                  |                   |

### Tomes 11 à 13
| no | Japonais        | Japonais          | Français        | Français          |
| no | Date de sortie  | ISBN              | Date de sortie  | ISBN              |
| --- | --------------- | ----------------- | --------------- | ----------------- |
| 11 | 26 octobre 2011 | 978-4-04-715802-3 | 7 décembre 2012 | 978-2-5050-1597-0 |
| Couverture : Sorae Igarashi, Ganta Igarashi, ShiroListe des chapitres : - Épisode 45 : Past - the Passion - Épisode 46 : Whacked Wicked - Épisode 47 : Sing a Sin - Épisode 48 : Aboveground Abortive Flower     |                 |                   |                 |                   |
| 12 | 25 mai 2013     | 978-4-04-120730-7 | 24 janvier 2014 | 978-2-5050-1741-7 |
| Couverture : Yosuga Mitsuzaki, Toto SakigamiListe des chapitres : - Épisode 49 : Head to head - Épisode 50 : Toygun & Toytown trust - Épisode 51 : Die in a Diamond - Épisode 52 : Haggard absurd - Bonus        |                 |                   |                 |                   |
| 13 | 26 août 2013    | 978-4-04-120777-2 | 4 juillet 2014  | 978-2-5050-6059-8 |
| Couverture : Ganta Igarashi, ShiroListe des chapitres : - Épisode 53 : Love phobe - Épisode 54 : The shut up reason - Épisode 55 : A foolish wish - Épisode 56 : LAST DANCE - Épisode 57 : But parade will go on |                 |                   |                 |                   |

### Kadokawa
1. 1 2  Tome 1
2. 1 2  Tome 2
3. 1 2  Tome 3
4. 1 2  Tome 4
5. 1 2  Tome 5
6. 1 2  Tome 6
7. 1 2  Tome 7
8. 1 2  Tome 8
9. 1 2  Tome 9
10. 1 2  Tome 10
11. 1 2  Tome 11
12. 1 2  Tome 12
13. 1 2  Tome 13

### Manga Kana
1. 1 2  Tome 1
2. 1 2  Tome 2
3. 1 2  Tome 3
4. 1 2  Tome 4
5. 1 2  Tome 5
6. 1 2  Tome 6
7. 1 2  Tome 7
8. 1 2  Tome 8
9. 1 2  Tome 9
10. 1 2  Tome 10
11. 1 2  Tome 11
12. 1 2  Tome 12
13. 1 2  Tome 13